# Peter Nuhn
Peter Nuhn (* 9. Mai 1937 in Deutsch Krone) ist ein deutscher Pharmazeut und Naturstoffchemiker. Nuhn gilt laut seiner Universität als „Nestor der Pharmazeutischen Chemie in Deutschland“.

## Leben
Nuhn studierte von 1955 bis 1960 an der Universität Leipzig Pharmazie. Er promovierte 1964 und habilitierte sich im Jahr 1970. 1975 wurde er zum Dozenten für Naturstoffchemie an der Universität Leipzig berufen, 1980 erhielt er den Ruf an die Martin-Luther-Universität Halle-Wittenberg auf eine Professur für pharmazeutische Chemie, wo er bis zu seiner Emeritierung im Jahr 2002 lehrte.
Er ist Verfasser eines Standardlehrbuches zur Naturstoffchemie und war auch an der Etablierung des Sonderforschungsbereiches „Bio- und Modellmembranen“ an den Universitäten Jena und Halle-Wittenberg im Jahr 1993 beteiligt.

## Veröffentlichungen (Auswahl)
- Naturstoffchemie: Mikrobielle, pflanzliche und tierische Naturstoffe (unter Mitarbeit von Ludger Wessjohann), 4., neu bearb. Aufl. Stuttgart: Hirzel-Verlag 2006 (erste Auflage 1981), ISBN 978-3-7776-1363-5.
- (mit Hans-Jörg-Hofmann): Molekulare Wirkungsmechanismen von Pharmaka: eine Einführung in die Molekularpharmakologie, Berlin: Akademie-Verlag 1985 (Wissenschaftliche Taschenbücher, Band 294).
- LSD – Kulturgeschichte einer Modedroge. In: Pharmazeutische Zeitung, Ausgabe 22/2005, Text online.
- Vor 70 Jahren wurde die Wirkung des LSD entdeckt. In: Deutsche Apotheker-Zeitung Nr. 15/2013, S. 70 Text online.